# 科西嘉槍
科西嘉槍（Corseque）是一種長兵器，流行於16至17世紀的歐洲，長1.8至2.5公尺，特色是槍頭有三道邊緣鋒利的分叉，中間那道較長，和旁邊兩道較短的分叉通常各成45度角，兩旁的分叉有些作成直的有些作成彎鉤狀。它的名稱源自科西嘉（Corsica）。

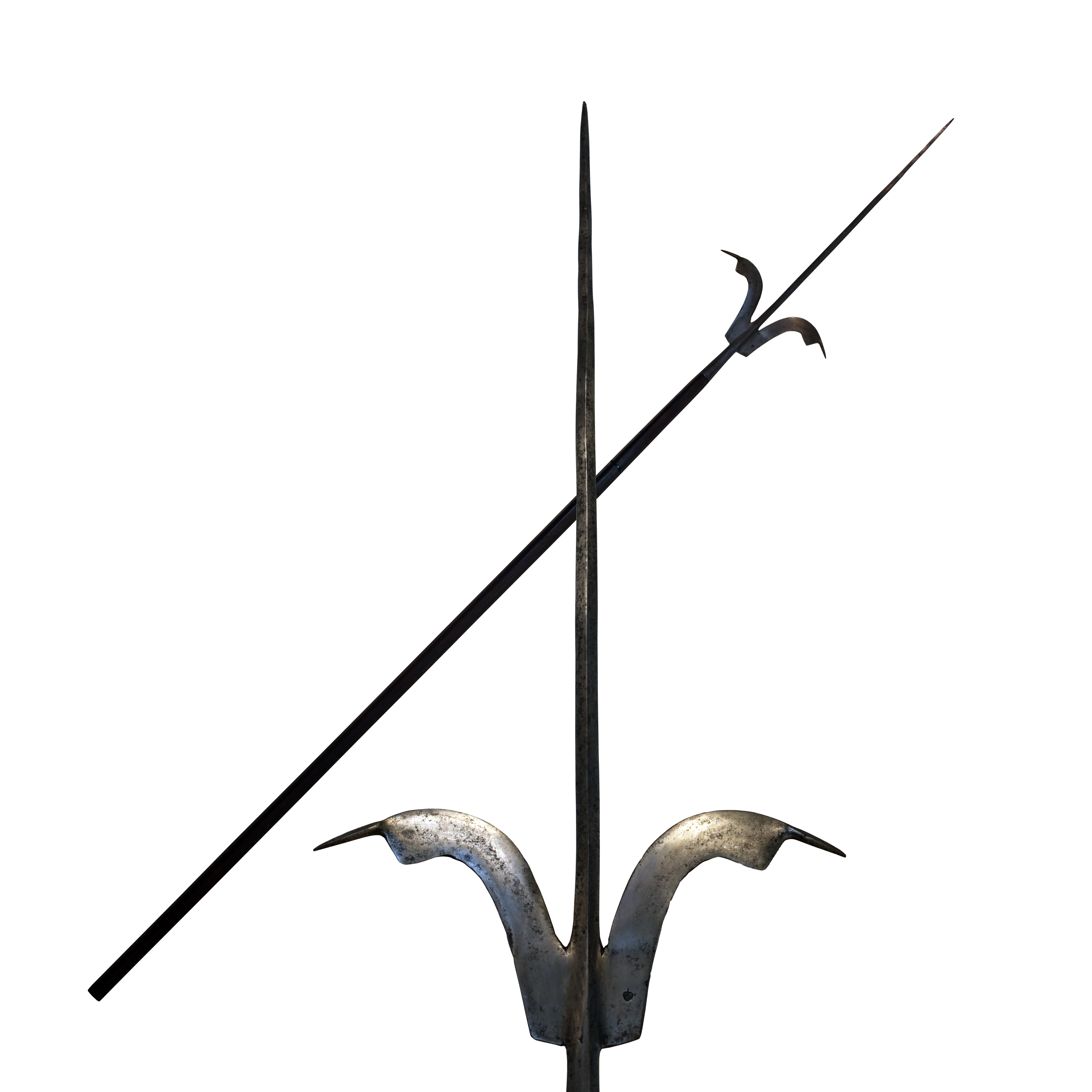
Corseque，大約在16世紀晚期至17世紀早期製造。展示於Morges軍事博物館。